# Olov Agri
Olov Agri, född 8 februari 1938 i Stockholm, är en svensk civilingenjör och företagsledare.
Olov Agri tog examen från KTH 1961, var anställd vid Jacobson & Widmark 1961-79, var verkställande direktör för AB Arsenalen 1979-88, och VD för Fastighets AB Hufvudstaden 1988-97.